# Áo (trang phục)

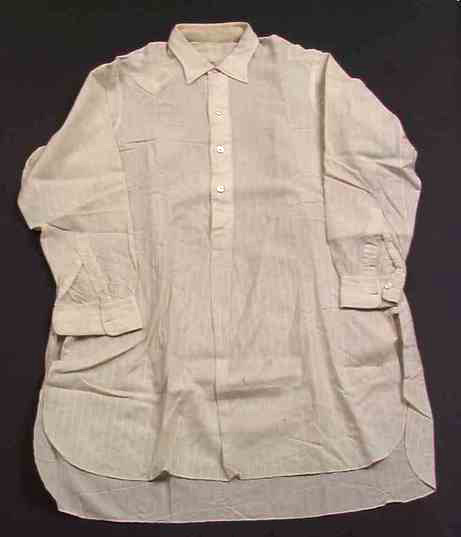
Áo Charvet từ thập kỷ 1930, Bảo tàng Lịch sử văn hóa Na Uy, Oslo

Áo là phần trang phục được mặc ở phần trên của cơ thể. Mảnh trang phục cổ nhất thế giới còn bảo tồn được, do Flinders Petrie khám phá, là một chiếc áo vải lanh từ một ngôi mộ Ai Cập tại Tarkan, khoảng năm 3000 TCN.